# 趙氏貞
趙氏貞（ちょうしてい、チェウ・ティ・チン、ベトナム語：Triệu Thị Trinh / 趙氏貞、黄武5年（226年）? - 赤烏11年（248年）?）は、3世紀の呉国交州九真郡（現在のベトナム北中部タインホア省）の伝説的な反乱指導者。古記録では主に趙嫗（ちょう おう、チェウ・アウ、ベトナム語：Triệu Ẩu / 趙嫗）の名で現れ、趙氏貞のほか婆趙（バ・チェウ、ベトナム語：Bà Triệu / 婆趙)や趙貞娘（チェウ・チン・ヌオン、ベトナム語：Triệu Trinh Nương / 趙貞娘）の別名でも知られている。身長などは伝わらないが、乳房の長さは比較的新しいベトナム側史料では3尺もあったと伝わる。より古い中国側史料では乳長5尺または数尺と記されている。

## 初期の伝承
趙嫗に関する現存最古の記事は唐の『初学記』巻8に見られ、劉宋の『南越志』（現存しない）からの引用である。「軍安縣女子趙嫗，嘗在山中，聚結群黨，攻掠郡縣。著金箱齒屐，恒居象頭鬥戰。」
北宋の『太平御覧』巻371は晋の劉欣期の『交州記』（現存しない）を引用元として記しており、これが正しければ最古の記事となる。「趙嫗者，九真軍安縣女子也。乳長數尺，不嫁，入山聚群盜，遂攻郡。常著金扌翕，踪屐，戰退輒張帷幕，與少男通，數十侍側。刺史吳郡陸胤平之。」
ベトナム最古の史料は『大越史記全書』外紀巻4である。「戊辰〈漢延熹十一年，吳永安元年〉，九真複攻陷城邑，州郡騷動。吳主以衡陽督軍都尉陵胤〈一云陵商〉為刺史兼校尉。胤入境，諭以恩信，降者三萬餘家，州境復清。後九真郡女趙嫗〈嫗乳長三尺，施於背後。常乘象頭與敵交戰〉。聚眾攻掠郡縣。胤平之。《交趾志》：九真山中有趙妹女子，乳長三尺，不嫁。結黨剽掠郡縣。常著金褐齒，徙聚象頭。鬪戰死，面為神。」その本拠は「九真山中」と書かれ、「党を結んで郡県を剽掠す」とあるように、最初期の趙嫗は戊辰年（248年、蜀漢の延熙11年。呉の永安元年は赤烏11年の誤り）の反乱では名前がなく、その平定後に各地を荒らし回った山賊の渠帥の類として記録されていた。

## 伝承の変容
趙嫗は卑弥呼や台与と同時代の女性であるが、彼女らと異なり『三国志』など中国の正史には記載が無く、実在したか否かは微妙である。『三国志』呉書陸凱・弟陸胤伝によると反乱の首謀者は高涼郡（現在の広東省西部）の黄呉と交趾郡・九真郡の賊帥百余人であり、敵将の陸胤（陵胤は誤り）に説得され、財貨を与えられて五万余家が降伏したとある。正史でない中国史料によれば趙嫗に従っていたのは若い男十余人または数十人に過ぎなかった。しかし『大越史記全書』は降伏した黄呉らの首謀者を記さず、後に戦死した趙嫗が神になったと記している。ベトナム民族のナショナリズムが高まるにつれて彼女は「中国の支配に抵抗した民族の英雄」として祭り上げられていき、次のような物語が作られた。
婆趙（趙氏貞）は赤烏11年（248年）、23歳の時に兄の趙国達らとともに呉の大帝（孫権）に対して反乱を起こし、「麗海婆王」と呼ばれて恐れられた。初めは連戦連勝で九真の呉軍を蹴散らしたが、交州刺史の陸胤が軍を率いてくると半年にわたる激戦となり、趙氏兄妹の反乱を平定した。最期は河に身を投げたとも、象に踏まれて死んだとも言われる。しかしこの物語は『大越史記全書』など古記録とはかけ離れている。婆趙の名前、23歳という年齢、趙国達という兄の存在はチャン・チョン・キムが20世紀に著した『ベトナム史略』には現れるが、古記録には見られない。ただし上記のように『交阯志』は趙嫗を「趙妹」と記しており、趙氏貞の生年とされる226年は士燮の没年に当たる。『三国志』によると孫権に仕えた占い師に趙達という者がおり『拾遺記』によると彼の妹の趙夫人は孫権の側室だったという。
陸胤は趙氏貞が生娘であることを知って全裸になり、彼女が恥ずかしがったところを打ち破ったとも言われているがそのような記録は阮朝の『大南一統志』以前には存在しない。

## 関連項目

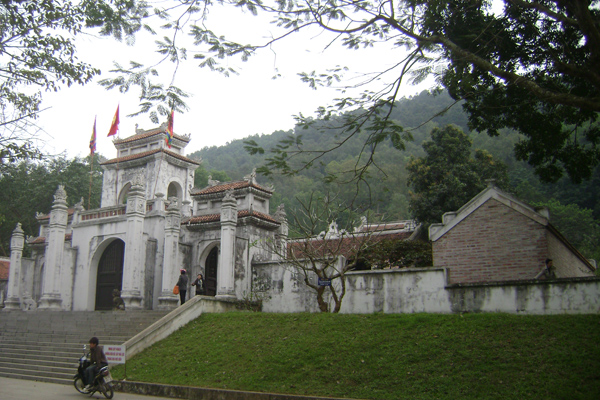
ヌア山のバ・チェウ廟

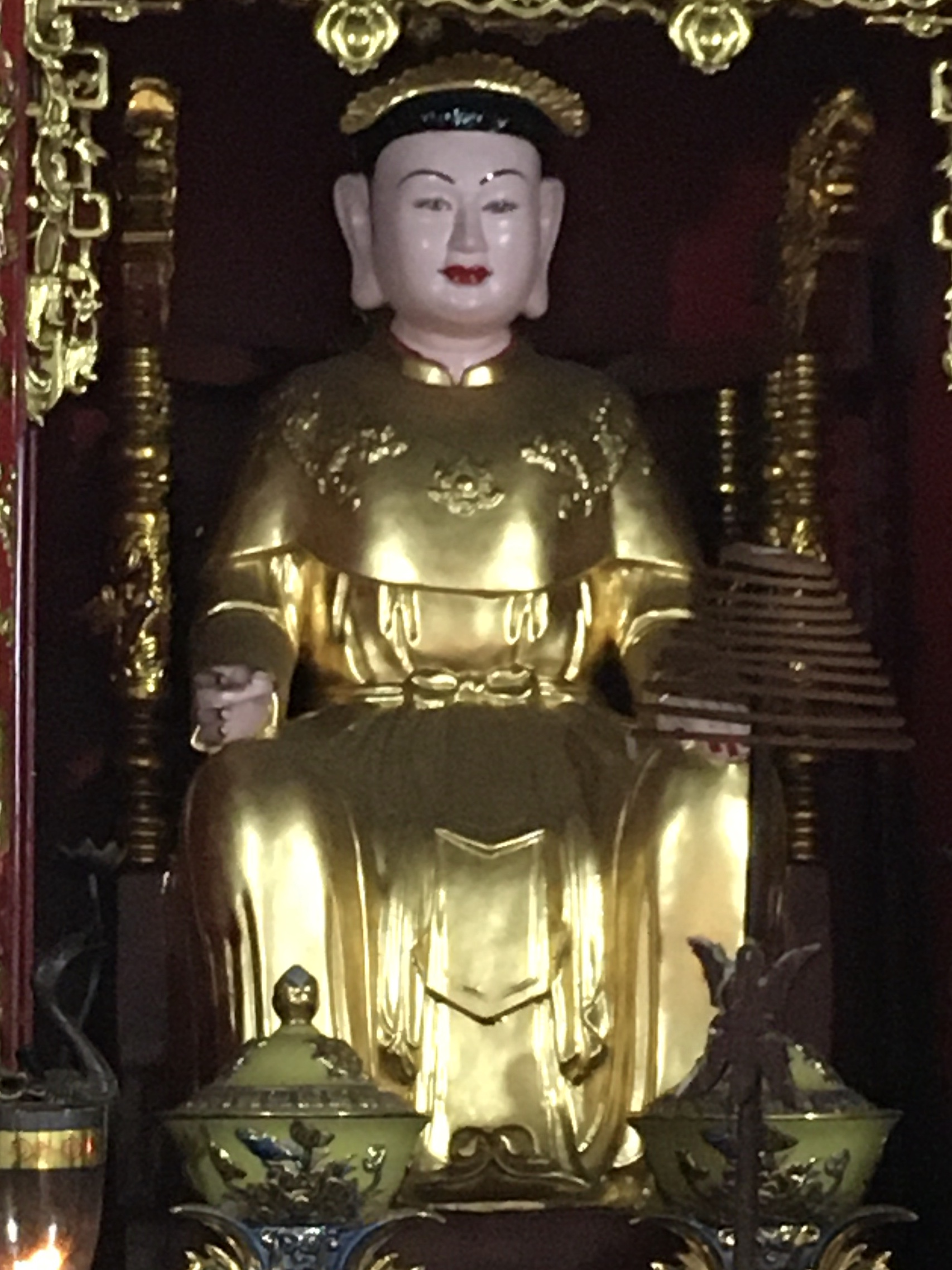
バ・チェウ廟にある像

## 登場作品

### ゲーム
- 三国志大戦（声：花澤香菜）
- シヴィライゼーションVI